# Stigmatopora
Stigmatopora is een geslacht van straalvinnige vissen uit de familie van zeenaalden en zeepaardjes (Syngnathidae).

## Soorten
- Stigmatopora argus (Richardson, 1840)
- Stigmatopora macropterygia Duméril, 1870
- Stigmatopora narinosa Browne & Smith, 2007
- Stigmatopora nigra Kaup, 1856
- Stigmatopora harastii Short & Trevor-Jones, 2020